# Nikolaj Kapustin
Nikolaj Girsjevitj Kapustin (russisk: Николай Гиршевич Капустин født 22. november 1937 i Gorlovka, død 2. juli 2020) var en russisk komponist og pianist. 
Som pianist samt komponist udviklede Nikolaj Kapustin en unik musisk stilart, som fusionerede folkelige rytmiske og synkoperede elementer fra jazzmusik med virtuos traditionel russisk klaverdisciplin. I sin tidlige manddom studerede Nikolaj Kapustin klaverspil under Avrelian Rubbakh på konservatoriet i Moskva, hvem var elev af Feliks Blumenfeld. I et interview udtrykte han sin passion for jazzmusik, hvad han begyndte at studere og fordybe sig i, i sit sekstende år, parallelt med sin klassiske uddannelse.
Han var dermed velbevandret i både klassisk virtuosopianisme og stort kendskab til amerikansk jazzmusik. I et interview nævnte Kapustin den canadiske jazzpianist Oscar Peterson som sin yndlingspianist inden for jazzmusikken. Dog prægede jazzmusikkens indflydelse hans musik fra flere vinkler end jazzklaverstilarten fra Oscar Petersons storhedstid.
Trods sin unikke musiske tilgang var Nikolaj Kapustin forholdsvis ukendt på verdensplan og endnu mere ukendt i Vesteuropa. Han fik dog et forholdsvist sent gennembrud, da flere eftertragtede og verdensberømte pianister begyndte at få øjnene op for og opføre værker fra hans musik deriblandt den canadiske pianist Marc-André Hamelin, den skotske pianist Steve Osborne samt den yngre engelske pianist Benjamin Grosvenor. Milepælen i denne pludselige bevægelse sås i London i år 2002 hvor Marc-Andre Hamelin opførte hans 2. klaversonate. 
Nikolaj Kapustin komponerede bl.a. fire klaverkoncerter, 18 klaversonater samt flere sæt etuder (op. 40 1-8) og variationer. Musikken er oftest skrevet for klaver, mest solo og til tider som akkompagnement til et eller flere monofone instrumenter. Han komponerede over 130 værker.